# Cora Lesch
Cora Lesch (* 26. Januar 1969) ist eine deutsche Politikerin der CDU. Sie war 2019 als Nachrückerin kurzzeitig Mitglied des Sächsischen Landtages in seiner 6. Wahlperiode.

## Leben
Lesch absolvierte nach dem Besuch einer Polytechnischen Oberschule von 1985 bis 1989 eine Ausbildung zur Köchin. Wendebedingt schloss sich daran von 1990 bis 1992 eine Lehre als Bautischlerin an. In diesem Beruf war Lesch bis zum Jahr 2000 tätig. Danach absolvierte Lesch ihre dritte Berufsausbildung, sie absolvierte von 2000 bis 2003 eine kaufmännische Ausbildung. In diesem Beruf war Lesch bis 2004 als angestellte Kauffrau für Wohnungswirtschaft tätig.
Seit 2000 Mitglied der CDU wechselte Lesch nach der Wahl des Parteifreundes Christian Steinbach in den Sächsischen Landtag als Wahlsieger des Wahlkreises Leipziger Land 2  als Mitarbeiterin in dessen Abgeordnetenbüro. Lesch und Steinbach gehörten demselben CDU-Kreisverband an. Nachdem die hiesige CDU-Kreisvorsitzende Katharina Landgraf zu den Bundestagswahlen 2005 als Wahlkreissiegerin des Bundestagswahlkreises Leipzig-Land in den Bundestag einzog, wechselte Lesch als Mitarbeiterin in das Abgeordnetenbüro von Landgraf, in dem sie bis heute tätig ist. Seit 2009 war Lesch zusätzlich CDU-Stadträtin im Stadtrat der Stadt Borna, seit 2014 auch Kreisrätin für die CDU im Landkreis Leipzig. Zur Stadtratswahl 2019 ist sie nicht erneut angetreten. In den Kreistag wurde sie nicht wieder gewählt. Sie wurde in den Ortschaftsrat der Ortschaft Wyhratal gewählt. Dieser wählte Lesch am 22. August 2019 einstimmig zur Ortsvorsteherin. Zum 1. August 2019 rückte Lesch für den nach einer Stichwahl zum Oberbürgermeister der Stadt Görlitz gewählten Octavian Ursu als CDU-Landtagsabgeordnete in den Sächsischen Landtag nach, dem sie bis zur Konstituierung des neu gewählten Parlaments angehörte.